# خميس مشيط
خَمِيس مُشيْط مدينة سعودية والعاصمة الإدارية لمحافظة خميس مشيط، تقع في منطقة عسير جنوب غرب المملكة العربية السعودية، تقع على ارتفاع 1850م من سطح البحر، للمدينة أهمية سياحية وتجارية هامة في منطقة عسير حيث تتميز بطقسها المعتدل صيفاً، وكثرة الأمطار، واحتوائها المنتزهات الطبيعية. وعرفت قديماً بمكانتها التجارية الإقليمية حيث تعتبر أسواقها الرافد الرئيسي لتوفير المؤن والسلع لأبناء المنطقة ولروادها والعابرين بطريقها.

## التاريخ والتسمية
تعتبر مدينة خميس مشيط مدينة تاريخية قديمة كانت تسمى قديماً بمنطقة جرش، حيث تم ورد ذكر هذا الاسم في كتاب الهمداني، كما ذكر في الأحاديث ما جاء عن ذهاب أهل جرش إلى المدينة المنورة في عهد النبي صلى الله عليه وسلم، وما دار بينه وبين أهل جرش عن وجود حرب في ديارهم، وما ذكروا له انهم من منطقة جرش قرب جبل كشر فغير النبي محمد -صلى الله عليه وسلم- الاسم إلى شكر وهو جبل صغير غرب جبل ضمك المعروف في محافظة خميس مشيط ويسمى اليوم باسم شكر.

### أسماء المدينة على مر التاريخ
1. جرش: سميت بهذا الاسم في عهد الملك نفيل بن حبيب الأكلبي الخثعمي: ملك خثعم. وله قصته المشهورة عندما واجه أبرهة الأشرم.[4]
2. واحة الخميس: سميت بهذا الاسم في عهد بني سرح من آل رشيد.[5]
3. خميس بن حمدان: سميت بهذا الاسم نسبة إلى سوقها الشهير أنذاك الخميس وهو يقام كل خميس من كل اسبوع، وحمدان نسبة إلى أسرة آل حمدان من آل رشيد من قبيلة شهران الخثعمية.[5]
4. خميس شهران: سميت بهذا الاسم نسبة إلى سوقها الشهير يوم الخميس وشهران نسبة لقبيلة شهران الخثعمية.[6]
5. خميس مشيط: الاسم الحالي للمدينة ونسب السوق إلى مشيط بن سالم شيخ شمل قبيلة شهران وحامي سوقها.[7]

### العهد السعودي
عندما وصل الملك عبد العزيز إلى خميس مشيط نزل الأمير سعيد بن مشيط تحت حكم الملك عبد العزيز مما أدى إلى ثبات اسم المنطقة على (خميس مشيط) تقديراً من عبد العزيز آل سعود لتعاون ابن مشيط، وكانت جميع الغزوات السعودية تقف وتبدأ جنوبا عن طريق خميس مشيط فقد عسكر فيها الأمير عبد العزيز بن مساعد بن جلوي عند دخوله لمنطقة عسير، وبعده عسكر الملك سعود بن عبد العزيز والأمير فيصل بن سعد والملك فيصل بن عبد العزيز.
والآن يوجد في خميس مشيط قاعدة عسكرية تسمى مدينة الملك فيصل العسكرية وقاعدة جوية تسمى قاعدة الملك خالد الجوية.

## السكان
- بلغ عدد سكان خميس مشيط (601,305) نسمة حسب تعداد السعودية 2022،[8] 376,507 منهم ذكور، و224,798 منهم إناث،[9] وعدد السعوديين منهم (377,737) نسمة، وعدد غير السعوديين (223,568) نسمة.[8]
- بلغ عدد سكان خميس مشيط 503,000 نسمة، حسب إحصائية 2017 الصادرة من الهيئة العامة للإحصاء.[10][11]

## المناخ
تتميز المدينة بمناخها البارد شتاء المعتدل صيف وتهطل عليها الأمطار حيث ان معدل سقوط الأمطار 275 ملم في السنة.

## الموقع الجغرافي
تقع محافظة خميس مشيط في قلب منطقة عسير في بداية السهول الشرقية لجبال السروات ومركزها خميس مشيط وتقع عند ملتقى وادي عتود بوادي بيشة المشهور وعلى ارتفاع 2000 متر من سطح البحر والمسافة بينها وبين مدينة أبها 25 كيلو مترا شرقا وتقع بين خطي طول 42 ـ 42 وخطي عرض 18 ـ 18.

## التجارة
تتميز خميس مشيط بأنها مركز تجاري حيث كان يقام بها أكبر الأسواق الأسبوعية يوم الخميس من كل أسبوع يسبقه الأربعاء للتهيئة، وكان يقام هذا السوق قديمًا بين قرية (الدرب) وقرية (قمبر)، وكان يطلق عليه (سوق الخميس)، وهو اسم الشهرة لإقامته كل يوم خميس.
ويوجد بها فروع لجميع الشركات التجارية والمؤسسات واتسعت بها الأسواق التخصصية في مجالات متعددة تتوزع على مساحتها الحالية التي تزيد عن 1000 كم مربع وتعتبر من المدن النشيطة جدًا في الحركة التجارية وذلك للكثافة السكانية وكثرة رواد المدينة.

## الزراعة
من أهم المحاصيل الزراعية التمور والقمح والشعير والذرة وزراعة الفواكة مثل الرمان والعنب والمشمش والخوخ والسفرجل. وظهر اهتمام الأهالي بالزراعة منذ زمن بعيد فقد قاموا بصناعة بعض الأدوات البسيطة لجني الحبوب وتخزينها كما أوجدوا بعض الأدوات التي استخدمت في الري والزراعة والحراثة. ويوجد في خميس مشيط مركز رئيسي لبيع الفواكة والخضار في البلد قريبًا من جامع الخميس الكبير.

## الصناعة
توجد بمحافظة خميس مشيط مدينة صناعية تشرف عليها وزارة الصناعة والثروة المعدنية وبها بعض المشاريع الصناعية الكبيرة، كما يوجد بعض المصانع الأخرى مثل مصانع المرطبات ومصانع الألبان ومصانع الألمنيوم والحديد والنجارة وصناعة مواد البناء ومصانع البلك الفخاري ومصانع الأثاث والديكور والثلاجات، كما توجد منطقة صناعية فيها الكثير من الحرف والصناعات الخفيفة. 

## المعالم التاريخية والتراثية والسياحية
يوجد في خميس مشيط أكبر جامع في المنطقة وهو أول جامع بني من عهد الدولة العثمانية، وهو جامع الخميس الكبير ويسمى جامع الحواشي. ويوجد أيضًا قصر ابن مشيط الأثري وبالتحديد في قرية آل مريط أمام المستشفى المدني الجديد.
أما فن العمارة فتتشابه المنازل القديمة غالبا في إمارة خميس مشيط وبيشة والمسقي وماحولها من حيث الشكل وطريقة البناء حيث تتكون من (الطين والرمل والتبن) ومن الأساسات المستخدمة في البناء الأسقف الخشبية كما يوجد فيها (التراثية) وهي مبنى على شكل حصن قديم يقدم بداخله القهوة والشاي والمأكولات الجنوبية القديمة كما يوجد فيها الأسلحة القديمة والتي كانت تستخدم لمقاومة الأتراك ويوجد فيها أيضًا جميع أنواع التراث ويأتي هناك وفد من جميع أنحاء الدول شهرياً.

### سوق الأسلحة والفضيات
سوق البلدة الذي يقع بجوار مبنى شرطة البلد بالمحافظة، يضم بين جنباته إصلاح الأسلحة النارية وأسلحة الصيد وصقل الجنابي (الخناجر) وتصميم القلائد والمشغولات الفضية بالإضافة إلى ساحة يرتادها عدد من الباعدة يعرضون بعض من مقتنايتهم الأثرية من فضيات وعملات ودلال قهوة وجنابي. 

### الحرف اليدوية والصناعة المحلية
توجد صناعات محلية مثل:
1. صناعة الاخشاب: كالأبواب للمنازل وأسقفها وشبابيكها.
2. صناعة الحدادة: ويقوم بها مهرة مختصون في ذلك ويشمل ذلك صناعة الخناجر والسيوف والسكاكين وادوات الزراعة.
3. صناعة الفخار: ويتم عمل جميع أنواع الفخار من الأوانى المنزلية.
4. صناعة الجلود: ويتم عمل المحازم وأواني حفظ المونة وأوانى حفظ الماء وأدوات رفع المياة من الآبار.
5. صناعة المفروشات: ويتم ذلك من صوف الأغنام ويقوم بذلك صناع مهرة في هذا المجال.

### قرية الصالحية التراثية
من هذا التاريخ الراسخ، تقوم فلسفة قرية الصالحية على توفير مكان مناسب وغني بالتاريخ والتراث وغني بالوجبات الجنوبية التقليدية؛ حيث يتميز ببساطة الطراز المعماري وملاءمته للمناخ السائد في المنطقة لتوفير جو طبيعي مريح حيث افتتحت القرية بحضور محافظ خميس مشيط عام 2019.

### قرية ابن صالح السياحية
تعد القرية من المشروعات السياحية ذات السمة الاستثمارية، وتقع في الجهة الجنوبية من محافظة خميس مشيط بجوار قاعدة الملك خالد الجوية، وافتتحت القرية في عام 1418هـ.

## الخدمات

### الرعاية الصحية

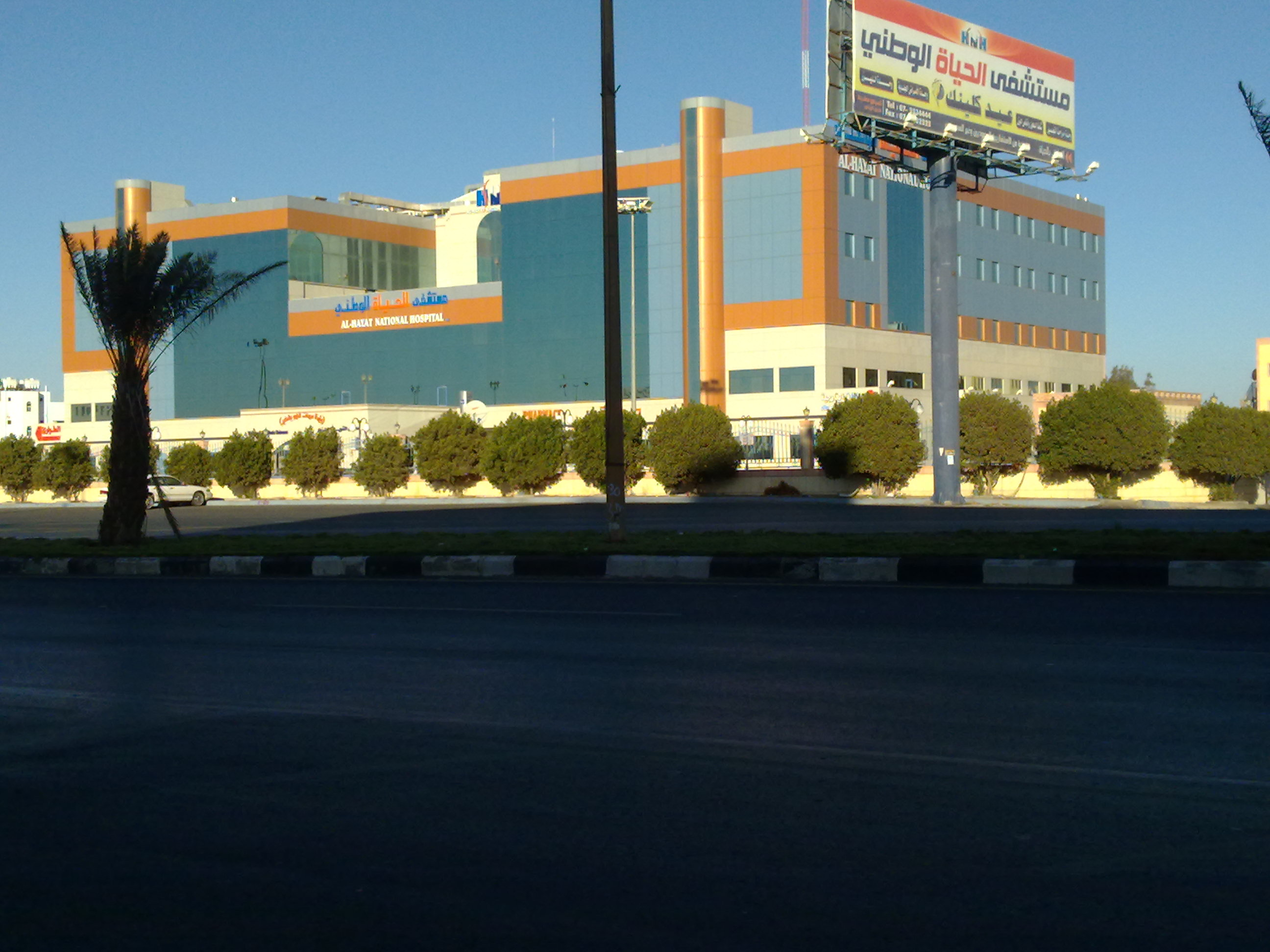
مستشفى الحياة الوطني في خميس مشيط

تعد خدمات الرعاية الصحية في مدينة خميس مشيط الأكثر تميزاً في منطقة عسير حيث تضم عدد من المستوصفات والمستشفيات الحكومية والخاصة التي تقدم الخدمات الطبية المتخصصة والرعاية الشاملة لسكان المحافظة وزوراها من المواطنين والمقيمين.
أبرز المستشفيات الحكومية:
1. مستشفى خميس مشيط العام
2. مستشفى النساء والولادة
3. مستشفى القوات المسلحة بالجنوب
4. مستشفى الملك فيصل للولادة - المدينة العسكرية

ومن مستشفيات القطاع الخاص:
1. المستشفى السعودي الألماني
2. مستشفى تداوي
3. مستشفى الدكتور عبد الله آل مزهر
4. مجمع الدكتور عبد السلام الطبي
5. مستشفى الحياة الوطني
6. مستشفى رعايتي
7. مجمع الثمال الطبي

### التعليم
1. جامعة الملك خالد
2. الكلية التقنية للبنات بخميس مشيط
3. الاكاديمية الدولية للعلوم الصحية
4. كلية التقنية بالمدينة العسكرية

## الرياضة

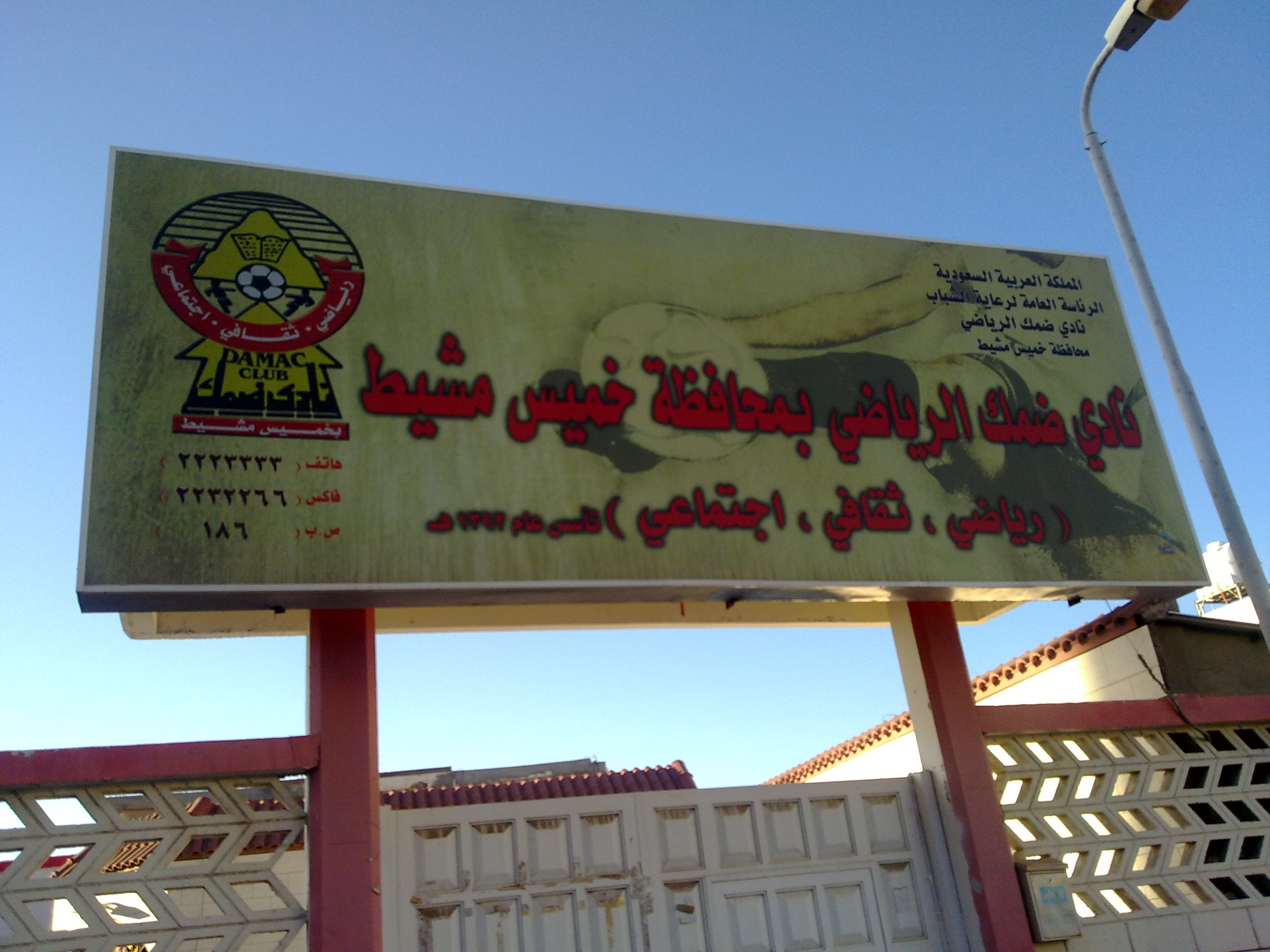
نادي ضمك في خميس مشيط

تشتهر مدينة خميس مشيط بوجود نادي ضمك وهو أحد أبرز الأندية السعودية في العاب القوى ومن النادي اللاعب هادي صوعان البطل الأولمبي السعودي والحائز على الميدالية الفضية في ألعاب الأولمبياد الصيفية سنة 2000 في مدينة سيدني الأسترالية. في سباق 400 متر حواجز.
كما توجد العديد من الأندية والمراكز الرياضية منها مركز وقت اللياقة وبودي ماسترز ونادي الأجيال ومركز الطاقة والقوة والمحفل الترفيهي والعديد من المراكز الرياضية المتخصصة.